# 圣罗曼德奥尔尼哈
圣罗曼德奥尔尼哈，是西班牙卡斯蒂利亚-莱昂巴利亚多利德省的一个市镇。总面积42平方公里，总人口408人（2001年），人口密度10人/平方公里。